# Barbaturex
Barbaturex ist eine Gattung der Leguanartigen (Iguania), deren Vertreter im späten Eozän (38 mya) in Südostasien lebten. Die einzige Art der Gattung, Barbaturex morrisoni, erreichte eine geschätzte Kopf-Rumpf-Länge von rund 1 m und ein Gewicht von vermutlich 19–37 kg. Die Tiere lebten in einem tropischen Lebensraum und ernährten sich herbivor. Barbaturex ist anhand einiger fossiler Schädel- und Kieferknochen überliefert, die aus der Pondaung-Formation in Myanmar stammen. Die Gattung wurde 2013 von Jason Head, Gregg Gunnell, Patricia Holroyd, Howard Hutchison und Russell Ciochon erstbeschrieben. Gemäß einer phylogenetischen Analyse bildet Barbaturex das Schwestertaxon der Dornschwanzagamen (Uromasticinae), von der sich ihre Entwicklungslinie wahrscheinlich im frühen Eozän trennte.

## Merkmale
Barbaturex morrisoni erreichte nach Schätzungen, die auf den Proportionen heutiger Verwandter basieren, eine Kopf-Rumpf-Länge von 87,4–108,8 cm und ein Gesamtgewicht von 18,9–36,9 kg. Damit zählt die Art zu den größten Schuppenkriechtieren des Neozoikums und wird unter diesen nur vom Komodowaran und Megalania übertroffen. Im vorderen Unterkiefer besaß Barbaturex ein Paar pleurodonter Zähne, die mittleren und hinteren Zähne waren akrodont. Die hinteren Zähne sind dreieckig und weisen durchgängige Schliffflächen, aber keine Nebenhöcker auf. Breite Rillen auf der Unterseite des Unterkiefers sind ein diagnostisches Merkmal der Gattung. Unterhalb der Meckelschen Furche sind die Kieferbögen bauchseitig ausgewölbt. Der Angularknochen der Art ist mit dem Unterkiefer verwachsen.

## Ökologie und Verbreitung
Barbaturex lebte auf dem Gebiet Südostasiens in einem tropischen Klima, dessen mittlere Temperaturen etwa 2–5 °C über den heutigen der Region lagen. Die Tiere waren Pflanzenfresser und teilten sich ihren Lebensraum vor allem mit größeren Säugetieren wie Sivatitanops birmanicus, Bunobrontops savagei, Paramynodon cotteri. Metatelmatherium brownii oder auch Paramynodon birmanicus. Sie gehörten zu den größeren Arten ihres Ökosystems und hatten aufgrund ihrer Größe und ihres Gewichts ausgewachsen wahrscheinlich keine Fressfeinde. Die größten bekannten Raubtiere der damaligen Region, Orienspterodon dakhoensis und Kyawdawia lupina, wurden nur geringfügig größer als Barbaturex.

## Fossilmaterial und Stratigraphie
Sämtliches Fossilmaterial von Barbaturex stammt aus der Pondaung-Formation in Myanmar (nahe der Ortschaft Mogaung in Sagaing), die auf das späte Eozän (37,2 + 1,3 mya) datiert wird. Es umfasst Stücke aus dem Unterkiefer und des Stirnbeins. Der Holotyp der Gattung wird unter der Inventarnummer UCMP 142227 im University of California Museum of Paleontology aufbewahrt.

## Systematik und Taxonomie
Die Gattung Barbaturex wurde 2013 von Jason Head, Gregg Gunnell, Patricia Holroyd, Howard Hutchison und Russell L. Ciochon auf Basis der Fossilfunde aus Myanmar aufgestellt, ihr wurde Barbaturex morrisoni als einzige Art zugewiesen. Der Gattungsname setzt sich aus dem lateinischen „barbatus“ für „bärtig“ (mit Blick auf die Kieferrillen) und „rex“ für „König“ zusammen. Das Artepitheton widmeten die Autoren Jim Morrison, dem Sänger der US-amerikanischen Rockband The Doors in Anspielung auf dessen Liedzeile „I am the Lizard King“ („Ich bin der Echsenkönig“) aus dem Song Celebration of the Lizard von 1968. Eine kombinierte phylogenetische Analyse morphologischer und molekularer Merkmale weist Barbaturex als Schwestertaxon der Dornschwanzagamen (Uromastycinae) aus, deren beider Vorfahren sich den Autoren zufolge im frühen Eozän (rund 55 mya) voneinander trennten.